# BBL-Pokal 2011
Der Beko BBL-Pokal 2011 war die zweite Austragung des Pokalwettbewerbs im deutschen Vereinsbasketball der Herren als Ligapokal der ersten Basketball-Bundesliga. Die Organisation dieses Wettbewerbs untersteht dem Ligaverband der Basketball-Bundesliga und ermittelte den deutschen Pokalsieger im Vereinsbasketball der Herren. Der zuvor bestehende Pokalwettbewerb des Deutschen Basketball Bundes wurde nicht mehr ausgetragen.

## Modus
Für die Qualifikation zu diesem Wettbewerb waren die Platzierungen der Basketball-Bundesliga 2010/11 nach der Hinrunde entscheidend. Neben dem Gastgeber des Final-Four-Turniers waren die zusätzlich sechs bestplatzierten Mannschaften der Hinrundentabelle qualifiziert. Sofern der Gastgeber sich unter den ersten sechs bestplatzierten Mannschaften befand, war auch die siebtplatzierte Mannschaft qualifiziert. Die Paarungen wurden per Losverfahren bestimmt, welches auch über das Heimrecht in der Qualifikationsrunde entschied. Der Sieger beziehungsweise das Weiterkommen im Wettbewerb wurde im K.-o.-System innerhalb eines regulären Basketballspiels ermittelt. Es gab kein Rückspiel; stand es nach regulärer Spielzeit von 40 Minuten unentschieden, wurden Verlängerungen von je fünf Minuten ausgetragen, bis am Ende einer Verlängerung ein Sieger feststand.
Der Sieger des Wettbewerbs war automatisch qualifiziert für den BBL Champions Cup zu Beginn der folgenden Saison der Basketball-Bundesliga.

## Austragung
Gastgeber war der Titelverteidiger Brose Baskets aus Bamberg. Wegen des besseren direkten Vergleichs nach der Hinrunde konnten sich die Telekom Baskets Bonn für den Wettbewerb qualifizieren. In der Qualifikationsrunde konnten ausnahmslos die Heimmannschaften siegen. Am Top Four-Wochenende vom 2. bis 3. April 2011 in der Stechert Arena konnte der Gastgeber und Double-Gewinner des Vorjahres Brose Baskets seinen Pokal-Titel verteidigen.
| Viertelfinale    | Viertelfinale           | Viertelfinale    |                   |                         | Halbfinale          | Halbfinale | Halbfinale      |                         |                  | Finale           | Finale | Finale |
|                  |                         |                  |                   |                         |                     |            |                 |                         |                  |                  |        |        |
| H                | Gastgeber               |                  |                   |                         |                     |            |                 |                         |                  |                  |        |        |
| 1                | Brose Baskets           |                  |                   |                         |                     |            |                 |                         |                  |                  |        |        |
| Titelverteidiger | Titelverteidiger        | Titelverteidiger | 1                 | Brose Baskets           | 101                 |            |                 |                         |                  |                  |        |        |
|                  |                         |                  |                   | 3                       | Artland Dragons     | 93         |                 |                         |                  |                  |        |        |
| 3                | Artland Dragons         | 84               | nach Verlängerung | nach Verlängerung       | nach Verlängerung   |            |                 |                         |                  |                  |        |        |
| 4                | Alba Berlin             | 80               |                   |                         |                     |            | Endspiel        | Endspiel                | Endspiel         |                  |        |        |
|                  |                         |                  | 1                 | Brose Baskets           | 69                  |            |                 |                         |                  |                  |        |        |
|                  |                         |                  |                   | 6                       | New Yorker Phantoms | 66         |                 |                         |                  |                  |        |        |
| 2                | Deutsche Bank Skyliners | 93               |                   |                         |                     |            |                 |                         |                  |                  |        |        |
| 7                | Telekom Baskets Bonn    | 64               |                   |                         |                     |            |                 |                         |                  |                  |        |        |
|                  |                         |                  | 2                 | Deutsche Bank Skyliners | 77                  |            |                 |                         |                  |                  |        |        |
|                  |                         |                  |                   | 6                       | New Yorker Phantoms | 82         |                 | Spiel um Platz 3        | Spiel um Platz 3 | Spiel um Platz 3 |        |        |
| 6                | New Yorker Phantoms     | 88               |                   |                         |                     | 3          | Artland Dragons | 90                      |                  |                  |        |        |
| 5                | EWE Baskets Oldenburg   | 76               |                   |                         |                     |            | 2               | Deutsche Bank Skyliners | 56               |                  |        |        |
|                  |                         |                  |                   |                         |                     |            |                 |                         |                  |                  |        |        |

## Siegermannschaft
| Spieler | Spieler            | Spieler           | Spieler    | Spieler | Spieler                | Spieler        |
| Nr.     | Nat.               | Name              | Geburt     | Größe   | Info                   | Letzter Verein |
| ------- | ------------------ | ----------------- | ---------- | ------- | ---------------------- | -------------- |
|         |                    | Guards (PG, SG)   |            |         |                        |                |
| 5       | Vereinigte Staaten | John Goldsberry   | 19.10.1982 | 191     |                        |                |
| 9       | Deutschland        | Karsten Tadda     | 02.11.1988 | 190     |                        |                |
| 13      | Deutschland        | Maurice Stuckey   | 30.05.1990 | 187     |                        |                |
| 22      | Vereinigte Staaten | Brian Roberts     | 03.12.1985 | 185     |                        |                |
| 25      | Slowakei           | Anton Gavel       | 24.10.1984 | 189     |                        |                |
|         |                    | Forwards (SF, PF) |            |         |                        |                |
| 7       | Vereinigte Staaten | Reyshawn Terry    | 07.04.1984 | 203     |                        |                |
| 8       | Serbien            | Predrag Šuput     | 01.06.1977 | 201     |                        |                |
| 23      | Vereinigte Staaten | Casey Jacobsen    | 19.03.1981 | 198     | Kapitän der Mannschaft |                |
| 42      | Vereinigte Staaten | Kyle Hines        | 02.09.1986 | 196     |                        |                |
|         |                    | Center (C)        |            |         |                        |                |
| 14      | Deutschland        | Philipp Neumann   | 20.02.1992 | 209     |                        |                |
| 19      | Deutschland        | Erik Land         | 03.06.1990 | 205     |                        |                |
| 21      | Deutschland        | Tibor Pleiß       | 02.11.1989 | 215     |                        |                |

| Trainer            | Trainer       | Trainer     |
| Nat.               | Name          | Position    |
| ------------------ | ------------- | ----------- |
| Vereinigte Staaten | Chris Fleming | Cheftrainer |

| Legende                | Legende            |
| Abk.                   | Bedeutung          |
| ---------------------- | ------------------ |
| Kapitän der Mannschaft | Mannschaftskapitän |

| Legende                | Legende            |
| Abk.                   | Bedeutung          |
| ---------------------- | ------------------ |
| Kapitän der Mannschaft | Mannschaftskapitän |